# 田中熊五郎
田中 熊五郎（たなか くまごろう）は必殺シリーズの登場人物。南町奉行所の筆頭同心で、中村主水の上司。山内としお（必殺仕事人IVまでの芸名は山内敏男）が演じた。必殺シリーズのエンディングにおける役名のクレジットは、筆頭同心 田中となっている。「オカマの田中様」という人物設定で知られる。

## 概要
『新・必殺仕事人』から、1990年放送の必殺スペシャルまでの中村主水シリーズに登場した主水の上司である。
『新仕事人』第13話より左遷させられた前任者の後任として、南町奉行所に着任し、筆頭同心となる。初期の設定は将来を嘱望された若手エリートで、親子ほども年の離れた部下である主水を叱咤するという役回りであった。
仕事人シリーズが人気を博したことで舞台公演が企画されると田中も舞台に登場。そこでのオカマ調の演技が好評を得たため、以後、本編でもそれを取り入れたところ受けがよく、徐々にそれらしい態度を取るようになり、『必殺仕事人III』からは「オカマの田中様」という人物設定で知られるようになった。この頃になると、若手エリートという設定も薄れていった。『新・必殺仕事人』の登場時から動きや口調にオカマの気を既に見せ、会話の節々に『～なの？』『～からね』と語尾に女口調が出ており、主水の手をそっと握るシーンが描かれている。主水は握られた手を振りながら「気持ち悪い！」とぼやいていた。
主水の上司はシリーズを通し、与力 もしくは筆頭同心の役職で田中に限らず、様々な人物が登場。田中が着任する以前は主水と同年代（もしくは年上）の与力 もしくは筆頭同心が定番だったが、主水よりも遥かに年下の同心は初めてであった。田中はその中で、シリーズに最も長く登場し、主水の上司としてのイメージを確固なものとした。
エンディングのクレジットは田中熊五郎ではなく、「筆頭同心 田中」と表記されている。
この彼のフルネームは、『必殺仕事人IV』第29話のせんとりつの葬式のご焼香の順番で名前を呼ばれるシーンで初めて明かされた。漢字の表記は第39話で、同心殺しの一味が持っていた人相画の中に表記されている。
主水からの呼び方に由来して、「田中様」とナレーションされたり、表記されることが多かった。

## 人物
『新仕事人』第12話で、八王子に左遷された筆頭同心 内山（須賀不二男）の後任として、南町奉行所に着任。いずれは勘定奉行所の重役に付くことが約束された若手エリートで、南町奉行所は一時的なものという予定であったが、結局、南町奉行所に長く勤めることとなる。着任早々に主水に目をつけ、軽んじたり嫌味を言うことが多く、部下とはいえ、年上の主水のことを「あんた」呼ばわりしていた。
当初は感情を表に出さない冷酷な上司で、主水に無理難題な仕事を押しつけたりきつく当たる性格であったが、次第に感情が表に出やすくなり、事なかれ主義の、いかにも役人といった人物へと変化して行く。幕府や藩が関わるような案件は厄介ごととして追及しないように命令したり、上からの圧力にも簡単に屈し、トラブルに見舞われるとヒステリーを簡単に起こすようになる。捜査能力もかなり低く、安易に事件の全体像を決め付け、悪人たちが狙った筋書き通りに動くことが多い。主水が有力な手掛かりを発見しても、その意味に気付かないか、主水が発見したから大した物ではないと決め込むことが多かった。
剣術、武術の腕前も無く、特にオカマ調のキャラクターが確立してからはそれが顕著となる。
先述のように、シリーズを経ることに、いわゆるオカマ口調のようなコミカルな言動を取るようになり、必殺シリーズの作風変化もあり、コメディーリリーフ的な役回りとなる。以後は役人的な性格の部分に変わりは無かったが、主水のことを「中村さん」と呼び、（嫌味は言うものの）敬語で接するなど、主水に対する接し方が変わった。初期のように首尾一貫して、主水を軽んじるのではなく、時と場合によっては古馴染みとして、主水を頼ったりもした。主水も田中が悪人たちの罠に嵌り、危機に陥った際は仕事人として、田中を陰から助けていた。
『必殺仕事人V』第14話で「主水、上役の田中と出張する」で主水が相部屋になった際はピンクのふんどし姿に女性ものの手鏡で身なりを整える姿もあった。
オカマ調のコミカルな言動に反して容姿の良さから何も知らない女性から一目ぼれされる事が多々あった。『必殺仕事人IV』第29話 「主水 せんとりつの葬式を出す」では、田中の容姿と所作に一目ぼれをした蕎麦屋の女中が、主水にその思いをつづった恋文を田中に渡すよう頼む。同シリーズ第35話「田中筆頭同心見合いする」では、一目ぼれされた大旦那の一人娘と上司の薦めでお見合いをすることになるが、彼は乗り気では無いことを主水に吐露している。この回で彼の自宅が初めて登場したが、ピンク模様の襖に市松人形や雛人形が並べて置かれた可愛らしい部屋で、家を訪れた主水が驚いていた。その際に彼の両親は既に他界していることが語られており、見合いでは主水とりつが彼の親代わりを務めたが、相手の女性の姿に驚き、失敗に終わった。
『必殺仕事人V・激闘編』最終回で、書庫番へ人事異動となるが、後任の筆頭同心 小堺が上方の仕事人組織との抗争で殺害されたため、すぐに再度、南町奉行所の筆頭同心へと戻った。必殺スペシャル『必殺仕事人ワイド 大老殺し 下田港の殺し技珍プレー好プレー』では幕末の世で数が足りないとの理由で、与力に昇進しているが、その後の必殺スペシャルでは筆頭同心に再び戻っている。
『必殺スペシャル・秋! 仕事人vsオール江戸警察』を最後に姿を消すが、その後については本編中では言及されていない。
『京極夏彦 「怪」』 第4話「福神ながし」（2000年9月15日、WOWOW）で、田中らしき同心が登場して、オカマ口調のようなコミカルな言動も変わらず、「中村さんは～」と不在の主水の事にも言及している。

## 登場作品

### テレビシリーズ
- 新・必殺仕事人（1981年、第13 - 55話）
- 必殺仕事人III（1982年）
- 必殺仕事人IV（1983年）
- 必殺仕事人V（1985年）
- 必殺仕事人V・激闘編（1985年）
- 必殺仕事人V・旋風編（1986年）
- 必殺仕事人V・風雲竜虎編（1987年）
- 必殺剣劇人（1987年、第8話）

### テレビスペシャル
- 必殺シリーズ10周年記念スペシャル 仕事人大集合（1982年秋）
- (秘) 必殺現代版 主水の子孫が京都に現われた 仕事人vs暴走族（1982年大晦日、田中の子孫という設定で「田中係長」役）
- 年忘れ必殺スペシャル 仕事人アヘン戦争へ行く 翔べ!熱気球よ香港へ（1983年末）
- 必殺仕事人意外伝 主水、第七騎兵隊と闘う 大利根ウエスタン月夜（1985年正月）
- 新春仕事人スペシャル 必殺忠臣蔵（1987年正月）
- 必殺仕事人ワイド 大老殺し 下田港の殺し技珍プレー好プレー（1987年秋）
- 必殺ワイド・新春 久しぶり!主水、夢の初仕事 悪人チェック!!（1988年正月、本作では山内自身、本人（現実）役でも2役出演）
- お待たせ必殺ワイド 仕事人vs秘拳三日殺し軍団 主水、競馬で大穴を狙う!?（1988年秋）
- 必殺スペシャル・新春 決定版!大奥、春日野局の秘密 主水、露天風呂で初仕事（1989年正月）
- 必殺スペシャル・春一番 仕事人、京都へ行く 闇討人の謎の首領!（1989年春）
- 必殺スペシャル・秋 仕事人vs仕事人 徳川内閣大ゆれ! 主水にマドンナ（1989年秋）
- 必殺スペシャル・新春 大暴れ仕事人! 横浜異人屋敷の決闘（1990年正月）
- 必殺スペシャル・春 勢ぞろい仕事人! 春雨じゃ、悪人退治（1990年春）
- 必殺スペシャル・秋! 仕事人vsオール江戸警察（1990年秋）
- 京極夏彦 「怪」 第4話「福神ながし」（2000年9月15日、WOWOW、役名は「同心」だが、山内が演じて、主水の事を愚痴っている）

### 舞台
- 納涼必殺まつり（1982年〜1987年、京都南座）
  - 「必殺・鳴門の渦潮」（1982年、それに先がけて名鉄ホールで上演された）
  - 「必殺ぼたん燈籠」（1983年）
  - 「からくり猫座敷」（1984年）
  - 「琉球蛇皮線恨み節」（1985年）
  - 「女・稲葉小僧」（1986年）
  - 「地獄花」（1987年）
- 南座8月公演「必殺/中村主水、大奥に参上!」（1996年、京都南座）
- 藤田まこと特別公演「必殺仕事人/主水、大奥に参上!」（1997年、新宿コマ劇場 → 1998年、中日劇場 → 劇場飛天 → 1999年、全国巡業 → 2002年、明治座）

### 映画
- 必殺! THE HISSATSU（1984年）
- 必殺! ブラウン館の怪物たち（1985年）
- 必殺! III 裏か表か（1986年）
- 必殺4 恨みはらします（1987年）

### パチンコ機
いずれも京楽産業.から発売。
- CR必殺仕事人激闘編（2003年）
- CRぱちんこ必殺仕事人III（2007年）
- CRぱちんこ必殺仕事人III桜バージョン（2008年）
- CRぱちんこ必殺仕事人III祭バージョン（2009年）
- CRぱちんこ必殺仕事人IV（2011年）